# Avoyer (Lucerne)
L'Avoyer de Lucerne est le titre porté par le président du Conseil d'État du canton de Lucerne jusqu'en 2007. Sous l'Ancien Régime, l'avoyer est élu au sein du Petit Conseil pour une durée de un an.

## Liste des avoyers
Les avoyers sont les suivants :
- 1411 : Ulrich Walker[2];
- 1413 : Ulrich Walker[2];
- 1415 : Ulrich Walker[2];
- 1422 : Ulrich Walker[2];
- 1502 : Petermann Feer[3];
- 1504 : Petermann Feer[3];
- 1506 : Petermann Feer[3];
- 1512 : Petermann Feer[3];
- 1517 : Petermann Feer[3];
- 1559-1569 (années impaires) : Jost Pfyffer[4];
- 1623-1629 (années impaires) : Heinrich Cloos[5];
- 1640 : Jost Fleckenstein[6];
- 1642 : Jost Fleckenstein[6];
- 1732-1742 (années paires) : Franz Palzid Schumacher[7];

| années impaires | nom                              | années paires | nom                                                                      |
| --------------- | -------------------------------- | ------------- | ------------------------------------------------------------------------ |
| 1741            | Johann Joseph Dürler             | 1742          |                                                                          |
| 1743            | Johann Joseph Dürler             | 1744          | Jost Bernard Hartmann                                                    |
| 1745            | Johann Joseph Dürler             | 1746          | Jost Bernard Hartmann                                                    |
| 1747            | Johann Joseph Dürler             | 1748          | Jost Bernard Hartmann                                                    |
| 1749            | Johann Joseph Dürler             | 1750          | Jost Bernard Hartmann                                                    |
| 1751            | Johann Joseph Dürler             | 1752          | Jost Bernard Hartmann                                                    |
| 1753            | Aurel Zurgilgen                  | 1754          | Johann Thüring Göldlin von Tieffenau                                     |
| 1755            | Aurel Zurgilgen                  | 1756          | Johann Thüring Göldlin von Tieffenau                                     |
| 1757            | Aurel Zurgilgen                  | 1758          | Johann Thüring Göldlin von Tieffenau                                     |
| 1759            | Aurel Zurgilgen                  | 1760          | Johann Thüring Göldlin von Tieffenau                                     |
| 1761            | Johann Ulrich Segesser v Brunneg | 1762          | Johann Thüring Göldlin von Tieffenau                                     |
| 1763            | Johann Ulrich Segesser v Brunneg | 1764          |                                                                          |
| 1765            | Johann Ulrich Segesser v Brunneg | 1766          |                                                                          |
| 1767            | Johann Ulrich Segesser v Brunneg | 1768          |                                                                          |
| 1769            | Franz Niklaus Leonz Balthasar    | 1770          |                                                                          |
| 1771            | Franz Niklaus Leonz Balthasar    | 1772          | Joseph Anton Leodegar Keller                                             |
| 1773            | Walther Leonz Ludwig Amrhyn      | 1774          | Joseph Anton Leodegar Keller                                             |
| 1775            | Walther Leonz Ludwig Amrhyn      | 1776          | Joseph Anton Leodegar Keller                                             |
| 1777            | Walther Leonz Ludwig Amrhyn      | 1778          | Joseph Anton Leodegar Keller                                             |
| 1779            | Walther Leonz Ludwig Amrhyn      | 1780          | Joseph Anton Leodegar Keller                                             |
| 1781            | Walther Leonz Ludwig Amrhyn      | 1782          | Joseph Anton Leodegar Keller puis Joseph Ignaz Xaver Pfyffer von Heidegg |
| 1783            | Walther Leonz Ludwig Amrhyn      | 1784          | Joseph Ignaz Xaver Pfyffer von Heidegg                                   |
| 1785            | Walther Leonz Ludwig Amrhyn      | 1786          | Joseph Ignaz Xaver Pfyffer von Heidegg                                   |
| 1787            | Walther Leonz Ludwig Amrhyn      | 1788          | Joseph Ignaz Xaver Pfyffer von Heidegg                                   |
| 1789            | Walther Leonz Ludwig Amrhyn      | 1790          | Joseph Ignaz Xaver Pfyffer von Heidegg                                   |
| 1791            | Walther Leonz Ludwig Amrhyn      | 1792          | Joseph Ignaz Xaver Pfyffer von Heidegg                                   |
| 1793            | Josef Ludwig Kasimir Krus;       | 1794          | Joseph Ignaz Xaver Pfyffer von Heidegg                                   |
| 1795            | Josef Ludwig Kasimir Krus;       | 1796          | Joseph Ignaz Xaver Pfyffer von Heidegg                                   |
| 1797            | Josef Ludwig Kasimir Krus;       | 1798          | Niklaus Dürler                                                           |